# Phiip
 (octobre 2018).
Si vous disposez d'ouvrages ou d'articles de référence ou si vous connaissez des sites web de qualité traitant du thème abordé ici, merci de compléter l'article en donnant les références utiles à sa vérifiabilité et en les liant à la section « Notes et références ».
Phiip est auteur de comic-strips et de bande dessinée sur le web et en ouvrages papier né le 23 septembre 1968 à Lyon. Il est également éditeur sur le web et sur le papier et traducteur de webcomics.
Originaire de la ville de Tarbes, il est l'auteur lillois d'adoption de Lapin, le créateur du portail lapin et des Éditions Lapin.

## Historique
Phiip est un pseudonyme. Philippe Simon, né à Lyon en 1968, exerce le métier d'ingénieur des travaux publics de l'État ; il est un temps employé par la Communauté urbaine de Lille.
Phiip crée Lapin en février 2001, petit personnage de roman photo qui donne son nom au portail Lapin la même année. Cette série quotidienne (ou presque) est diffusée sur internet, via le site lapin.org et dans une newslettre quotidienne. 
Phiip est également le traducteur de webcomics comme Ninja blanc, Elftor, Les Céréales du dimanche matin et d'autres séries (comme xkcd, Red Meat, Dr Fun, Bigger than Cheeses…)
Phiip est par ailleurs le fondateur de la maison d'édition lapin spécialisée en humour absurde et en publication de webcomics. Cette création se fait à l'occasion de la publication de son premier ouvrage, compilation des premiers épisodes de Lapin, en novembre 2005. Il publie l'année suivante le petit livre des citations idiotes qui est en fait la compilation des fausses citations que Phiip diffuse à ses lecteurs dans sa newslettre quotidienne. Son activité d'éditeur se développe en 2008 à partir de la collection idioties. 
Amateur de webcomics, il les diffuse des publications papier comme celle de Romantically Apocalyptic sorti en livre cartonné de 288 pages, Pour la Science, Perry Bible Fellowship, Oglaf, La Nostalgie de Dieu, Big et d'autres aux Éditions Lapin.
Il devient éditeur à temps plein en 2014 et déménage à Villeurbanne. Il y poursuit la publication de ses lapins de bureau avec L'église du management ultime, Bureauman Begins et Gang of Managers. En faisant du live sketching lors d'une conférence, il rencontre Isabelle Collet, avec laquelle il écrit et publie l'année suivante Seximsme Man contre le Seximsme, un livre engagé contre le sexisme dans les milieux scientifiques et dans le monde des mathématiques en particulier.

## Œuvres
- Phiip, Lapin 1, je suis un lapin chez Editions Lapin, éditions lapin, 15 novembre 2005, 108 p. (ISBN 978-2-9524703-0-8)
- Phiip, Le petit livre des citations idiotes chez Editions Lapin, éditions lapin, 15 novembre 2006, 96 p. (ISBN 978-2-9524703-1-5)
- Phiip, Les rois du Management chez Editions Lapin, éditions lapin, 15 mars 2008, 96 p. (ISBN 978-2-9524703-4-6)
- Phiip, Le petit livre des citations idiotes épisode deux chez Editions Lapin, éditions lapin, 15 avril 2008, 96 p. (ISBN 978-2-9524703-3-9)
- Phiip, A la recherche du Tonton perdu chez Editions Lapin, Saint-André-lez-Lille, éditions lapin, 15 décembre 2008, 24 p. (ISBN 978-2-9524703-8-4, lire en ligne)
- Phiip, Non ne me managez pas ! chez Editions Lapin, Saint-André-lez-Lille, éditions lapin, 31 juillet 2010, 96 p. (ISBN 978-2-918653-16-5)
- Phiip, La crise ne passera pas par nous chez Editions Lapin, Saint-André-lez-Lille, éditions lapin, 31 juillet 2010, 96 p. (ISBN 978-2-918653-17-2)
- Phiip, Pas de RTT pour la DDE chez Editions Lapin, éditions lapin, 20 octobre 2011, 96 p. (ISBN 978-2-918653-20-2, lire en ligne)
- Phiip, L'Eglise du Management ultime chez Editions Lapin, Villeurbanne, éditions lapin, 27 avril 2015, 96 p. (ISBN 978-2-918653-36-3)
- Phiip, Bureauman Begins chez Editions Lapin, Villeurbanne, éditions lapin, 15 octobre 2015, 96 p. (ISBN 978-2-918653-58-5)
- Phiip, Gang de Managers chez Editions Lapin, Villeurbanne, éditions lapin, 28 avril 2016, 96 p. (ISBN 978-2-918653-71-4)
- Phiip, Seximsme Man contre le Seximsme chez Editions Lapin, Villeurbanne, éditions lapin, 10 novembre 2017, 64 p. (ISBN 978-2-918653-95-0)
- Phiip, Les tribulations du chef de Projet chez Editions Lapin, éditions lapin, 24 avril 2018, 96 p. (ISBN 978-2-37754-022-8)
- Phiip, Seximsme Man fait du sport, Villeurbanne, éditions lapin, 2022, 64 p. (ISBN 9782377540891)